# Thimarafushi
Thimarafushi is een van de bewoonde eilanden van het Thaa-atol behorende tot de Maldiven.

## Demografie
Thimarafushi telt (stand september 2006) 1079 vrouwen en 1329 mannen.